# Торільдсплан (станція метро)
59°19′53″ пн. ш. 18°00′53″ сх. д. / 59.331389° пн. ш. 18.014722° сх. д.
«Торільдсплан» (швед. Thorildsplan) —  станція Зеленої лінії Стокгольмського метрополітену, обслуговується потягами маршрутів Т17, Т18 та Т19. 
Станцію відкрито 26 жовтня 1952 у складі черги зеленої лінії між станціями Гетор'єт і Веллінгбю. 

Відстань до станції Слюссен становить 6.1 км. 
Пасажирообіг станції в будень —	10,500 осіб (2019)

Розташована у мікрорайоні Кристинеберг на Кунгсгольмені.
Конструкція: відкрита наземна станція з однією острівною платформою.

## Операції
| Попередня станція                | Лінія | Лінія     | Лінія | Наступна станція              |
| -------------------------------- | ----- | --------- | ----- | ----------------------------- |
| Кристинеберг до Окесгов          |       | Лінія T17 |       | Фрідгемсплан до Скарпнек      |
| Кристинеберг до Альвік           |       | Лінія T18 |       | Фрідгемсплан до Фарста-странд |
| Кристинеберг до Гессельбю-странд |       | Лінія T19 |       | Фрідгемсплан до Гагсетра      |